# Ukichi Taguchi
Ukichi Taguchi (jap. 田口 卯吉 Taguchi Ukichi; ur. 12 czerwca 1855 w Tokio, zm. 13 kwietnia 1905) – japoński historyk, ekonomista i polityk w okresie Meiji.
Był założycielem wydawnictwa Keizai Zasshi-sha i wydawcą czasopisma ekonomicznego „Tōkyō Keizai Zasshi”. Był autorem wielu publikacji, m.in. Nihon-kaika-shōshi (Krótka historia japońskiej cywilizacji) (1877–1882) i Jiyū-bōeki Nihon keizai-ron (Kwestia wolnego handlu w gospodarce japońskiej lub z jap. Teoria ekonomii wolnego handlu w Japonii, 1878). Z uwagi na swoje poglądy liberalne nazywany był japońskim Adamem Smithem. Od 1894 aż do śmierci zasiadał w Izbie Reprezentantów.

## Życiorys
Początkowo Taguchi pracował jako urzędnik w japońskim Ministerstwie Finansów, w 1879 założył czasopismo ekonomiczne „Tōkyō Keizai Zasshi” o profilu liberalnym. W latach 1877–82 napisał Nihon-kaika-shōshi (Krótka historia japońskiej cywilizacji), która ukazała się w sześciu odcinkach. Od 1891 Taguchi wydawał również czasopismo historyczne „Shikai” oraz redagował i publikował zbiory historycznych dokumentów. Opublikował też, po raz pierwszy w Japonii, dzieło Adama Smitha Bogactwo narodów.
W 1894 Taguchi został wybrany do Izby Reprezentantów – niższej izby Zgromadzenia Narodowego, mandat zdobywał również w 1898 i 1904 roku.

### Poglądy
Taguchi był zwolennikiem ekonomii klasycznej i gospodarki wolnorynkowej, odrzucał jednak pogląd reprezentowany przez Milla i niemiecką szkołę historyczną, że polityka ekonomiczna może różnić się w zależności od poziomu rozwoju gospodarczego. Taguchi uważał, że piękno teorii klasycznej leżało w tym, iż opierała się ona na uniwersalnej zasadzie, nie ograniczonej ani czasem, ani przestrzenią.

Taguchi uważał, że celem polityki bunmei-kaika (pol. cywilizacji i oświecenia) nie była jedynie westernizacja społeczeństwa japońskiego, lecz podążanie ścieżką uniwersalnego postępu, reprezentowanego przez cywilizację zachodnią: 

Studiujemy fizykę, psychologię, ekonomię, i inne nauki, nie dlatego, że Zachód je odkrył, ale dlatego, że są to prawdy uniwersalne.

 Z uwagi na swoje poglądy liberalne Taguchi nazywany jest japońskim Adamem Smithem.

## Wybrane publikacje
- Ukichi Taguchi: Jiyū-bōeki Nihon keizai-ron. Tokio: 1878. Brak numerów stron w książce
- Ukichi Taguchi: Nihon-kaika-shōshi. Tokio: 1877–82. Brak numerów stron w książce